# Pharsalia mortalis
Pharsalia mortalis là một loài bọ cánh cứng trong họ Cerambycidae.